# 八一路街道 (西宁市)
八一路街道，是中华人民共和国青海省西宁市城东区下辖的一个乡镇级行政单位。

## 行政区划
八一路街道下辖以下地区：
学院社区、康东社区、康西社区、青藏花园社区、泰宁社区和曹家寨村。